# Aserca Airlines
Aserca Airlines (Aero Servicios Carabobo, mã IATA = R7, mã ICAO = OCA) là hãng hàng không của Venezuela, trụ sở ở Valencia, Carabobo. Hãng có các tuyến đường quốc nội và trong khu vực tới vùngCaribbe, Trung Mỹ và Hoa Kỳ. Căn cứ chính của hãng ở Sân bay quốc tế Arturo Michelena, (Valencia), và 1 căn cứ khác ở Sân bay Simón Bolívar, Caracas.

## Lịch sử
Aserca Airlines được thành lập năm 1968 và bắt đầu hoạt động từ năm 1991 bằng máy bay nhỏ chở thuê cho tư nhân. Năm 1992 hãng mở các tuyến đường chở khách trong nước bằng 1 máy bay Douglas DC-9-30 thuê, tập trung vào các điểm đến quanh Valencia. Sau năm 1994, hãng mở thêm căn cứ ở Caracas để mở rộng mạng lưới phục vụ tới Bogotá, Lima và Miami. Từ 1998 tới 2000 Aserca có đa số cổ phần trong hãng Air Aruba. Hãng do Migdalia García sở hữu 95% và Simeón García 5%.

## Các nơi đến
- Cộng hòa Dominican
  - Santo Domingo (Sân bay quốc tế Las Américas)
  - Punta Cana (Sân bay quốc tế Punta Cana)
- Tiểu Antilles
  - Aruba
    - Oranjestad (Sân bay quốc tế Queen Beatrix)

  - Antille thuộc Hà Lan
    - Willemstad, Curaçao (Sân bay quốc tế Hato)
- Venezuela
  - Barcelona (Sân bay quốc tế Jose Antonio Anzoategui)
  - Barquisimeto (Sân bay quốc tếvJacinto Lara)
  - Caracas (Sân bay quốc tế Simón Bolívar)
  - Maracaibo (Sân bay quốc tế La Chinita)
  - Maturin (Sân bay quốc tế Jose Tadeo Monagas)
  - Porlamar (Sân bay quốc tế Santiago Mariño)
  - Puerto Ordaz (Sân bay quốc tế Manuel Carlos Piar)
  - Santo Domingo de Tachira (Sân bay Santo Domingo del Tachira)
  - Valencia (Sân bay quốc tế Arturo Michelena) Căn cứ

## Đội máy bay
(Tháng 3/2007):
- 20 McDonnell Douglas DC-9-30